# Heinz Hax
Heinrich-Georg „Heinz” Hax (ur. 24 stycznia 1900 w Berlinie, zm. 1 września 1969 w Koblencji) – niemiecki wojskowy, strzelec i pięcioboista nowoczesny, dwukrotny wicemistrz olimpijski w strzelectwie. Syn Georga Haxa, również olimpijczyka.

## Życiorys
Trzykrotny uczestnik igrzysk olimpijskich (IO 1928, IO 1932, IO 1936). Podczas pierwszego startu wystąpił w pięcioboju nowoczesnym, plasując się na piątym miejscu. Był najlepszym zawodnikiem w strzelaniu – pobił rekord olimpijski wśród pięcioboistów. Podczas dwóch kolejnych igrzysk startował w strzelectwie w pistolecie szybkostrzelnym z 25 m, za każdym razem zostając wicemistrzem olimpijskim. W Los Angeles przegrał z Renzo Morigim, zaś w Berlinie wyprzedził go wyłącznie Cornelius van Oyen.
Był członkiem Reichswehry. W 1927 roku został starszym porucznikiem, zaś w 1934 roku kapitanem. W 1938 roku został dowódcą 71 Pułku Piechoty. Niebawem awansowany na majora, by w 1939 roku zostać podpułkownikiem, a w 1942 roku pułkownikiem. Uczestniczył w walkach podczas II wojny światowej, w tym w kampanii wrześniowej. W czasie wojny był szefem sztabu generalnego 16 Korpusu Pancernego, dowódcą 111 Pułku Grenadierów Pancernych w 11 Dywizji Pancernej i dowódcą 8 Dywizji Pancernej. W maju 1945 roku został przekazany wojskom radzieckim i skazany na 25 lat przymusowych robót. Do października 1955 roku był jeńcem wojennym. Rok później powrócił do wojska, tym razem do Bundeswehry, w której został dowódcą 3 Brygady Pancernej (jako generał brygadier). Na emeryturę przeszedł w 1961 roku jako generał major (był wtedy zastępcą dowódcy 3 Korpusu Armijnego w Koblencji).
Za zasługi wojenne odznaczony dwukrotnie Krzyżem Żelaznym i jednokrotnie Krzyżem Rycerskim Krzyża Żelaznego z Liśćmi Dębu.

## Wyniki w strzelectwie

### Igrzyska olimpijskie
| Igrzyska         | Konkurencja                   | Wynik                | Miejsce | Źródło |
| ---------------- | ----------------------------- | -------------------- | ------- | ------ |
| Los Angeles 1932 | Pistolet szybkostrzelny, 25 m | 40 pkt. (18–6–6–6–4) |         | [ 2 ]  |
| Berlin 1936      | Pistolet szybkostrzelny, 25 m | 18–6–6–5 pkt.        |         | [ 3 ]  |